# 岩元禎
岩元 禎（いわもと てい、明治2年5月3日（1869年6月12日） - 昭和16年（1941年）7月14日）は、日本の哲学者。

## 経歴
出生から修学期
鹿児島県鹿児島市山下町生まれ。士族岩元基の長男。1889年に鹿児島高等中学造士館予科を第1期生として卒業後、第一高等中学校（第一高等学校の前身）本科に進学。1891年に卒業し、東京帝国大学文科大学（現・東京大学文学部）に進んだ。哲学科で学び、ラファエル・フォン・ケーベルに師事。1894年に卒業し、同大学大学院に進学。大学院に在籍して哲学研究を進める一方、浄土宗高等学院（現在の大正大学）でドイツ語と哲学を、高等師範学校で哲学を教えた。
哲学研究者として
1899年からは第一高等学校でドイツ語を教えた。極めて採点が厳しい名物教授として知られ、安倍能成や山本有三もまた岩元の採点により落第の憂き目を見た学生の一人だった。学習院高等科時代の志賀直哉に家庭教師としてドイツ語を教えていたこともある。また、一高では哲学の授業も担当し、授業の冒頭で述べ且つ教科書の表紙に書かれていた自身の言葉『哲学は吾人の有限を以て宇宙を包括せんとする企図なり』がある。1931年に第一高等学校教授を定年退職した後も、講師として哲学を教える。1940年の暮れ、駒場での授業中に脳貧血で倒れ、その後自宅で静養していたが、1941年7月14日に死去。

## 栄典・授章・授賞
- 1922年（大正11年）12月11日：従四位[2]

## 研究内容・業績
著書は歿後に編まれた『哲学概論』（近藤書店、1944年）。哲学碑が横浜市鶴見区の總持寺の墓所に建立されている。主な蔵書は鹿児島大学（旧・第七高等学校）「岩元文庫」で所蔵されている。

## その他
夏目漱石の『三四郎』に登場する広田先生のモデルであるとする説がある。

## 家族・親族
- 弟：岩元禧は沖縄県知事、鹿児島市長。
- 弟：岩元禄は建築学者。

洋画家藤島武二は父のいとこにあたる。